# Tomislav Tolušić
 (février 2018).
Si vous disposez d'ouvrages ou d'articles de référence ou si vous connaissez des sites web de qualité traitant du thème abordé ici, merci de compléter l'article en donnant les références utiles à sa vérifiabilité et en les liant à la section « Notes et références ».
Tomislav Tolušić, né le 12 février 1979 à Virovitica, est un homme politique croate, membre de l'Union démocratique croate (HDZ). 

## Biographie
Il est ministre du Développement régional et des Fonds communautaires entre janvier et octobre 2016 dans le gouvernement de Tihomir Orešković. Il est ministre de l'Agriculture entre le 19 octobre 2016 et le 19 juillet 2019 dans le gouvernement d'Andrej Plenković. Il est également vice-Premier ministre du 25 mai 2018 au 19 juillet 2019.